# Сейид Абдулла-паша
Сейид Абдулла-Паша, также известен как Бойнуэгри Сейид Абдулла-паша («Сейид Абдулла-паша Кривошея») (тур. Boynueğri Seyyid Abdullah Paşa; ? — март 1761, Алеппо) — османский государственный деятель, великий визирь Османской империи (24 августа 1747 — 2 января 1750).

## Биография
Родился в Киркуке. Сын великого визиря Сейида Хасан-паши (? — 1748). В юности он учился в дворцовой школе Эндерун.
В 1745 году Сейид Абдулла-паша был назначен наместником Кипра (1745—1746), получив звание визиря. В ноябре 1746 года он был переведен на должность губернатора эялета Ракка. В феврале 1747 года он получил должность губернатора Коньи.
24 августа 1747 года Сейид Абдулла-паша был назначен новым великим визирем Османской империи, а 2 января 1750 года он был снят с занимаемой должности.
В январе 1750 года после своей отставки Сейид Абдулла-паша был отправлен в ссылку на остров Родос. С 1750 по 1751 год — губернатор эялета Босния. С 1751 по 1752 год Сейид Абдулла-паша занимал должность губернатора эялета Египет. С 1752 по 1760 год — губернатор эялета Диярбакыр.
В 1760 году Сейид Абдулла-паша был назначен губернатором эялета Алеппо, где и скончался в марте 1761 года.